# يوسيف هرملين
يوسيف هرملين (بالعبرية: יוסף הרמלין‏) رئيس جهاز الأمن العام ("الشاباك") في الفترة ما بين 1964-1974 وكذلك 1986-1988. 
وُلد يوسيف هرملين عام 1922 في العاصمة النمساوية فيينا وكان في فترة شبابه عضواً في حركة الشبيبة الصهيونية «مكابي هتساعير» وفي نادي «هكواخ» الرياضي علماً بأنه كان يهوى الرياضة وتفوّق في السباحة. وقد قدم يوسيف هرملين عام 1939 إلى فلسطين بمفرده في إطار مشروع «استقدام الشبيبة» حيث وصل إلى قرية بن شيمن لأبناء الشبيبة. وأصبح في مرحلة لاحقة عضواً في قرية نفيه يام التعاونية. تجند عام 1948 في صفوف الجيش الإسرائيلي وشارك في حرب 1948.
التحق بجهاز الأمن العام عام 1949 وتولى مناصب قيادية مختلفة حتى تعيينه رئيساً لجهاز الأمن العام في 1964. اعتزل خدمته في جهاز الأمن عام 1974 لكن دُعي لتولي رئاسة جهاز الأمن العام مجددا وإعادة تأهيله عقب قضية الخط 300. اعتزل خدمته في جهاز الأمن العام نهائياً عام 1988.
تولى يوسيف هرملين خلال فترة ال-12 عاماً الفاصلة بين ولايتيْه رئيساً لجهاز الأمن عدة مناصب وهي رئيس شركة خدمات النفط وسفير إسرائيل في إيران ثم في جنوب إفريقيا والمسؤول عن قسم مراقبة الدوائر الأمنية في مكتب مراقب الدولة.
توفي يوسيف هرملين عام 1994 عن عمر يناهز 72 عاماً.